# Declaración de Tokio
La Declaración de Tokio fue adoptada en octubre de 1975 durante la Asamblea General número 29 de la Asociación Médica Mundial (WMA), y posteriormente actualizada editorialmente por la misma Asociación en Francia (mayo del 2005 y 2006). La declaración de Tokio señala que la tortura es "contraria a las leyes de la humanidad" y antitética a la misión superior del médico, que es "aliviar y socorrer el dolor de las personas humanas" Los médicos deben rechazar participar, perdonar, o permitir la tortura, la degradación, o el tratamiento cruel de presos o detenidos. Según la política de la Asociación, si un prisionero rechaza comer no debe ser nutrido artificialmente contra su voluntad.